# روبرت إل. جوزيف
روبرت إل. جوزيف (بالإنجليزية: Robert L. Joseph)‏ هو كاتب سيناريو أمريكي، ولد في 10 مارس 1923 في ذا برونكس في الولايات المتحدة، وتوفي في 27 أبريل 2002 في East Chatham, New York ‏ في الولايات المتحدة.

## وصلات خارجية
- روبرت إل. جوزيف على موقع IMDb (الإنجليزية)
- روبرت إل. جوزيف على موقع ألو سيني (الفرنسية)
- روبرت إل. جوزيف على موقع أول موفي (الإنجليزية)
- روبرت إل. جوزيف على موقع قاعدة بيانات برودواي على الإنترنت (الإنجليزية)
- روبرت إل. جوزيف على موقع قاعدة بيانات الأفلام السويدية (السويدية)
- روبرت إل. جوزيف على موقع قاعدة بيانات الفيلم (الإنجليزية)